# 2276 Warck
2276 Warck eller 1933 QA är en asteroid i huvudbältet som upptäcktes 18 augusti 1933 av den belgiske astronomen Eugène Joseph Delporte i Uccle. Det har fått sitt namn efter upptäckarens barnbarn, Evelyne Warck.
Asteroiden har en diameter på ungefär 15 kilometer.